# Friends with Money
Pour plus de détails, voir Fiche technique et Distribution.
Friends with Money est une comédie dramatique sortie en 2006, réalisée par Nicole Holofcener. 

## Synopsis
Une jeune femme de ménage, ancienne professeur d'école, retrouve ses trois copines de lycée, elles très riches. 

## Fiche technique
- Titre : Friends with Money
- Réalisation : Nicole Holofcener
- Scénario : Nicole Holofcener
- Musique : Rickie Lee Jones et Craig Richey
- Photographie : Terry Stacey
- Cadreur : Daniel Moder
- Montage : Robert Frazen (en)
- Production : Anthony Bregman
- Société de production : This Is That Productions
- Société de distribution : Gaumont/Columbia TriStar Films (France) et Sony Pictures Classics (États-Unis)
- Pays :  États-Unis
- Genre : Comédie dramatique et romance
- Durée : 88 minutes
- Dates de sortie : 
  -  États-Unis : 7 avril 2006
  -  France : 11 octobre 2006

## Distribution
- Jennifer Aniston (VF : Dorothée Jemma) : Olivia
- Catherine Keener (VF : Ninou Fratellini) : Christine
- Frances McDormand (VF : Josiane Pinson) : Jane
- Joan Cusack (VF : Ivana Coppola) : Franny
- Jason Isaacs (VF : Renaud Marx) : David
- Greg Germann (VF : Pierre Tessier) : Matt
- Simon McBurney (VF : Thierry Wermuth) : Aaron
- Bob Stephenson (VF : Luc Boulad) : Marty
- Scott Caan (VF : Jérôme Pauwels) : Mike
- Ty Burrell (VF : Fabien Jacquelin) : Aaron 2

## Commentaire
Tout comme dans The Good Girl, Jennifer Aniston est à contre emploi, par rapport à ses dix années passées à jouer Rachel Green dans Friends.

## Distinctions
| Année | Prix                         | Catégorie                             | Nomination        | Résultat   |
| ----- | ---------------------------- | ------------------------------------- | ----------------- | ---------- |
| 2006  | Women in Film Crystal Awards | Prix Dorothy Arzner                   | Nicole Holofcener | Lauréat    |
| 2007  | Independent Spirit Awards    | Meilleure actrice dans un second rôle | Frances McDormand | Lauréat    |
| 2007  | Independent Spirit Awards    | Meilleur scénario                     | Nicole Holofcener | Nomination |